# Синдром Вольфа — Паркинсона — Уайта
Синдром Вольфа-Паркинсона-Уайта (WPW-синдром) — врождённая аномалия строения сердца. Впервые описана в 1930 году Луисом Вольфом, Джоном Паркинсоном и Полом Дадли Уайтом, а в 1940 году термин «синдром Вольфа-Паркинсона-Уайта» был введён в употребление для обозначения случая наличия у пациента как асистолии, так и пароксизмов тахикардии.

## Общие сведения
Синдром Вольфа-Паркинсона-Уайта — наиболее частый синдром преждевременного возбуждения желудочков (его наблюдают у 0,1 — 0,3 % населения в общей популяции ), возникающий при наличии дополнительного пучка Кента. Большинство людей при этом не имеют признаков заболевания сердца. У мужчин синдром обнаруживают чаще, чем у женщин.
Пучок Кента — аномальный пучок между левым/правым предсердиями и одним из желудочков. Этот пучок играет важную роль в патогенезе синдрома WPW. Более быстрое распространение импульса через этот дополнительный проводящий путь приводит к:
- 1) укорочению интервала P — R (P — Q);
- 2) более раннему возбуждению части желудочков — возникает Дельта-волна.

Биохимической подоплёкой синдрома является мутации в CBS домене γ2 субъединицы АМФ-активируемой протеинкиназы (AMPK, AMP-activated protein kinase). Консервативный (от прокариотов до человека ) CBS-домен (~ 60 аминокислот) является участком аллостерической регуляции со стороны AMP/ATP.

## Этиология
Несмотря на большой прогресс в изучении болезни, молекулярные и генетические основы, ответственные за синдром у большинства пациентов, остаются неизвестными. На март 2020 года известно лишь о нескольких генах, нарушения в которых приводит к синдрому Вольфа — Паркинсона — Уайта.

## Клиническая картина
У части больных может не выявляться клинических проявлений. Основное проявление синдрома Вольфа — Паркинсона — Уайта — аритмии. Более чем в 50 % случаев возникают пароксизмальные тахиаритмии: наджелудочковые реципрокные, фибрилляция предсердий, трепетание предсердий. Довольно часто синдром возникает при заболеваниях сердца — аномалии Эбштайна, гипертрофической кардиомиопатии, пролапсе митрального клапана.

## Диагностика
Синдром WPW может протекать скрыто (скрытый синдром обычно диагностируют с помощью электрофизиологического исследования). Это связано с неспособностью дополнительных проводящих путей проводить импульсы в антеградном направлении. На ЭКГ во время синусового ритма признаков преждевременного возбуждения желудочков нет. Скрытый синдром WPW проявляется тахиаритмией, его выявление возможно при электростимуляции желудочков.
Явный синдром имеет ряд типичных ЭКГ-признаков:
- Короткий интервал P — R (P — Q) — менее 0,12 с.
- Волна Δ. Её появление связано со «сливным» сокращением желудочков (возбуждение желудочков сначала через дополнительный проводящий путь, а затем через AB-соединение). При быстром проведении через AB-соединение волна Δ имеет больший размер. При наличии AB-блокады желудочковый комплекс полностью состоит из волны Δ, так как возбуждение на желудочки передается только через дополнительный путь.
- Расширение комплекса QRS более 0,1 с за счет волны Δ.
- Тахиаритмии: ортодромная и антидромная наджелудочковые тахикардии, фибрилляция и трепетание предсердий. Тахиаритмии возникают обычно после наджелудочковой экстрасистолы.

Иногда на ЭКГ фиксируется переходящий синдром WPW. Это говорит о том, что попеременно функционируют оба пути проведения импульса — нормальный (АВ-путь) и дополнительный (пучок Кента). В таком случае видны то нормальные комплексы, то деформированные.

## Лечение
Профилактика и лечение пароксизмов тахиаритмии
- Для предупреждения приступов тахикардии при синдроме WPW можно использовать соталол, дизопирамид. Следует помнить, что ряд антиаритмических лекарственных средств может увеличивать рефрактерный период AB-соединения и улучшать проведение импульсов через дополнительные проводящие пути (блокаторы медленных кальциевых каналов, β-адреноблокаторы, сердечные гликозиды), в связи с чем их применение при синдроме WPW противопоказано.
- При возникновении на фоне синдрома фибрилляции предсердий необходимо срочно провести электрическую дефибрилляцию. В последующем рекомендуют провести деструкцию (радиочастотную катетерную аблацию) дополнительных проводящих путей.

Показания для хирургического лечения синдрома Вольфа-Паркинсона-Уайта
- Наличие частых приступов фибрилляции предсердий.
- Приступы тахиаритмии с гемодинамическими нарушениями (коллапс).
- Сохранение приступов тахиаритмии при проведении антиаритмической терапии.
- Ситуации, когда длительная лекарственная терапия нежелательна (молодой возраст, планируемая беременность).

Внутрисердечная радиочастотная абляция — самый эффективный (в 98 % случаев) радикальный способ лечения синдрома WPW. Однако несколько исследований говорят о том, что несмотря на применение этого способа лечения, риск фибрилляции предсердий остаётся высоким по сравнению с населением в целом.

## Течение и прогноз
Синдром WPW может быть обнаружен в любом возрасте, даже у новорожденных. Любое сопутствующее заболевание сердца, протекающее с нарушением АВ-проводимости, может способствовать его проявлению. Постоянный синдром WPW, особенно с приступами аритмии, нарушает внутрисердечную гемодинамику, что ведет к расширению камер сердца и снижению сократительной способности миокарда.
Течение заболевания зависит от наличия, частоты и длительности существования тахиаритмий. Внезапная сердечная смерть при синдроме WPW наступает обычно вследствие фатальных аритмий (фибрилляция предсердий, трепетание предсердий, желудочковая тахикардия, фибрилляция желудочков).

## Смертность
Внезапная сердечная смерть от синдрома Вольфа — Паркинсона — Уайта наступает примерно у 0.25 — 0.39 % больных ежегодно.